# سدی
سدی (ترکی آذربایجانی: Sədi) یک منطقهٔ مسکونی در جمهوری آرتساخ است که در استان هادروت واقع شده‌است.